# クリス・モルデツキー
クリス・モルデツキー（Christopher Robillard Mordetzky、1983年1月8日 - ）は、アメリカ合衆国の元ボディビルダーであり、プロレスラー。カリフォルニア州サンタモニカ出身。
WWE時代のリングネームはクリス・マスターズ（Chris Masters）。またザ・マスターピース（The Masterpiece）の異名でも知られる。

## 来歴

### WWE
ボディビルダーとして活動後、2002年にプロレスラーデビューを果たす。UPW（Ultimate Pro Wrestling）にてトレーニングを積み、WWEの下部組織であるOVWに移籍。2005年にWWEに昇格し、RAWに登場。初登場に際し、The Masterpiece（最高傑作）の愛称がつけられた。デビュー戦において、対戦相手のスティーブン・リチャーズの鼻を破壊し、快勝した。デビュー後、マスターズのフィニッシャーであるマスター・ロックを外せたら賞金が貰える「マスター・ロック・チャレンジ」という企画を主催し、数々の強豪たちを退けてきたが、2007年3月にボビー・ラシュリーに破られ、マスター・ロックの不敗神話は終了した。
ストーリーラインではビッグ・ショー、シェルトン・ベンジャミンと抗争を繰り広げていたが、Summerslam終了後にカリートと手を組み、ベビーフェイスに戻ったショーン・マイケルズ、トリプルHの負傷欠場によりシングルレスラーとしてフェイスターンしたリック・フレアーと抗争。2005年10月に入りリック・フレアーとの抗争は終了したが、10月21日のSmackDown!に登場し、エッジとともにレイ・ミステリオを襲撃しマスター・ロックを仕掛けた。これをきっかけとしてSmackDown!のスーパースターとの抗争を開始した。11月のSmackDown!では、マスター・ロックをスマックダウンのGMであるセオドア・ロングにかけるなどRAWとSmackDown!両ブランド間の抗争でも大きな活躍を見せ、Survivor SeriesでのRAW対スマックダウンの対抗戦でもRAW代表に入った。
2006年1月、New Year's Revolutionではエリミネーション・チェンバー・マッチ出場者の一人としてWWE王座に挑戦するまでに成長。そのエリミネーション・チェンバー・マッチや続くRoyal Rumbleでは共闘していたはずのカリートに敗退させられた。カリートとはタッグチームとしても活動、その微妙な関係はWrestleMania 22において世界タッグ王座戦で敗退するまで続いた。その試合を機に抗争に突入。2006年後半にステロイド使用で謹慎処分を受ける。謹慎があけてからは体つきも明らかに変わってしまった。2007年のドラフトでSmackDown!に移籍するが11月にドラッグ違反を繰り返し、ウェルネスポリシー違反となりWWEから解雇となった。

### インディー団体
WWE解雇後、フィットネス・トレーナーを兼業しながら世界各国のプロレス団体で活動。12月20日には日本の団体であるIGFにてクリス・ムーア（Chris Moore）のリングネームで参戦し、柳澤龍志を相手にマスターロックを決めて快勝。同月29日にはハーリー・レイスが主催するWLW（World League Wrestling）に参戦したことをきっかけに2008年までWLWヘビー級王座を争う主力の一人として活躍。2009年にはオーストラリアのAWF（Australasian Wrestling Federation）やニュージーランドのNZWPW（New Zealand Wide Pro Wrestling）といったオセアニアのプロレス団体に参戦した。

### WWE復帰
2009年7月27日のRAWでWWEに復帰を果たす。復帰戦ではMVPを相手にし、カウントアウトで引き分けとなった。復帰当初はヒールとして活動していたが、その後コメディ要員としての出演が多くなった。そして12月のRAWでチャボ・ゲレロに襲われているホーンスワグルを救出し、ベビーフェイスに転向。その後イヴ・トーレスとの恋愛ストーリーが組まれたがすぐに終了となり、以降TVに登場しなくなる。

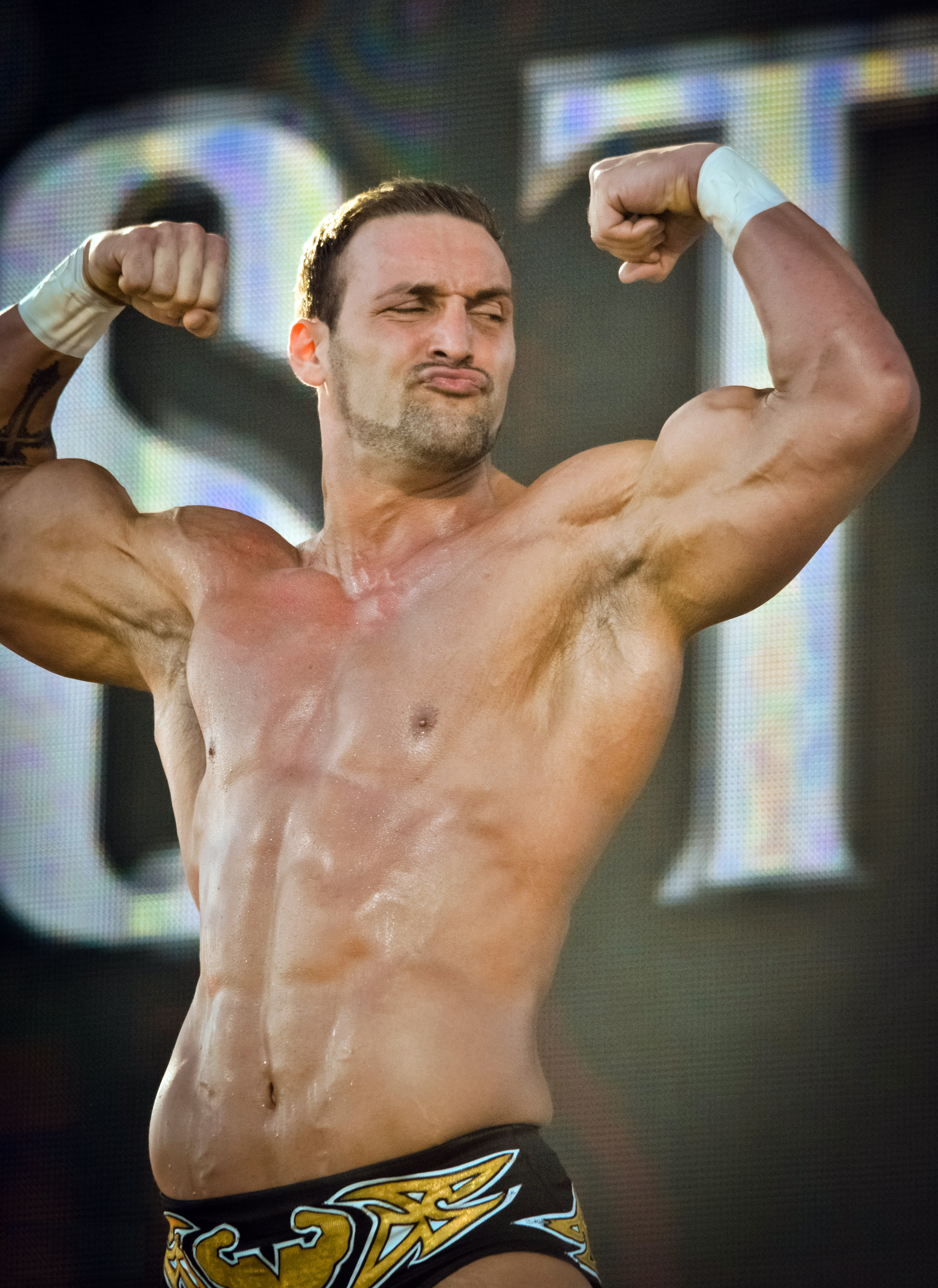
2010年、Tribute to the Troops

2010年4月末の追加ドラフトによりSmackDown!へと移籍した。しばらくはジョバーの役割であったが、11月のサバイバーシリーズでは4年ぶりのPPV出場を果たす。
2011年NXTシーズン4ではプロとして参加しバイロン・サクストンを担当。しかし1月4日のNXTで勝てば好きなルーキーと自分のルーキーを交換できるランブル戦が行われドルフ・ジグラーが勝利、ジグラーがサクストンを選んだためサクストンがジグラーのルーキーとなり、ジェイコブ・ノヴァックはマスターズのルーキーとなった。また、その日にノヴァックは脱落した。4月末に行われた追加ドラフトでRAWに移籍したが、出番はなくSuperstarsでの出場が主であったが8月に解雇となった。

### インディー団体
2011年12月よりジェフ・カッツが主宰し、元WWEのレスラーが多く参戦しているインディー団体であるレスリング・レトリビューション（Wrestling Retribution Project）と契約し、コンクリート（Concrete）のリングネームで2012年より登場。また、TNAがインドで運営している団体であるRing Ka Kingにてアメリカン・アドニス（American Adonis）のリングネームで参戦した。
2013年4月20日、NWA加盟団体であるNWAヒューストンのイベントであるParade of Championsに参戦。元WWE所属であり、NWA世界ヘビー級王者であるロブ・コンウェイに挑戦するも敗戦となった。
2014年8月1日、イングランドのインディー団体であるPCW（Preston City Wrestling）のI Want To Break ThreeにてPCW王座を保持するジョーイ・ヘイエスと対戦し、最後にマスターロックを決めるとギブアップさせてベルトを奪取した。
2015年3月14日、PCW Road To Glory 2015にてPCW王座を保持するウーハー・ネイションとPCW王座を懸けたルーザーリーブズPCWノーDQマッチを行い勝利し、ベルトを奪取した。

### GFW / TNA
2015年6月20日、ジェフ・ジャレットが主宰するGFWのGrand Slam Tourに参戦。ダスティン・スターと対戦して最後にはマスターロックを決めて勝利した。7月24日、Ampedにて初代GFWグローバル王座争奪トーナメントに出場し、1回戦でブライアン・マイヤーズと対戦して勝利した。8月12日、TNA・iMPACT WrestlingにてTNA vs GFWの団体抗争戦でジャレット率いるGFWの一員として登場。ジャレットが復活させたTNAキング・オブ・ザ・マウンテン王座を巡ってキング・オブ・ザ・マウンテンマッチを行うが王座を奪取するに至らなかった。9月2日、ボビー・ラシュリーとの試合にて試合終盤までクリーンファイトを行うがラシュリーからドミネーターを喰らい、フィニッシャーであるスピアーを決められようとしたところをジャレット率いるGFWのメンバーが乱入してラシュリーを襲撃し、没収試合となった。同月9日、ドリュー・ギャロウェイとのランバージャックマッチにて終盤にギャロウェイからフューチャー・ショックを喰らい起き上がれなくなったところを味方のアシストを受けてギャロウェイが場外で襲撃を受け両軍大乱闘となり、バックステージからギターを持って介入してきたジャレットがギャロウェイを攻撃しようとしたところへエリック・ヤングがギターを奪い引き止めるが結局ギャロウェイにギターを叩きつけ、フォールして勝利した。
2017年4月6日、TNA・Impact Wrestlingにてアナウンサーであるジェレミー・ボラッシュとジョシュ・マシューズの抗争にてチーム対抗戦が行われる事が発表され、ボラッシュ率いるチームJBの一員として呼ばれ登場を果たす。同月13日、ボラッシュ率いるチームJBの一員として、アルベルト・エル・パトロン & マグナス & マット・モーガンと組んでマシューズ率いるチーム・ゴート（ブラム & タイラス & イーライ・ドレイク & ラシュリー）と対戦。終盤に両チーム入り乱れての乱闘になるが、モーガンがブラムに対してカーボン・フットプリントからマグナスのダイビング・エルボードロップへと繋げて勝利した。

## 得意技

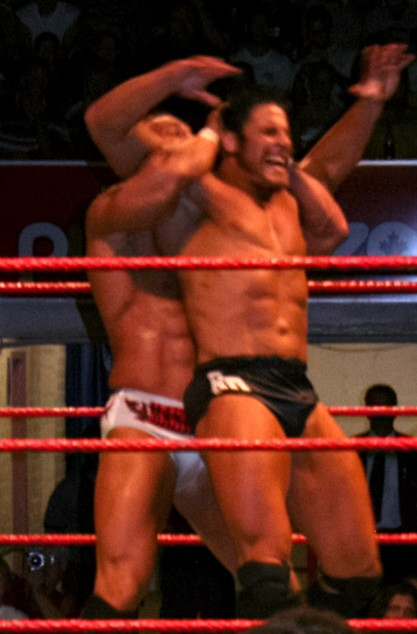
マスター・ロックを仕掛けるクリス・マスターズ

マスター・ロック
現在のフィニッシュムーブでクリス・マスターズの代名詞。フルネルソンの態勢から相手を左右に揺らしながら強烈に締め上げる関節技でアピールから使用する事が多い。

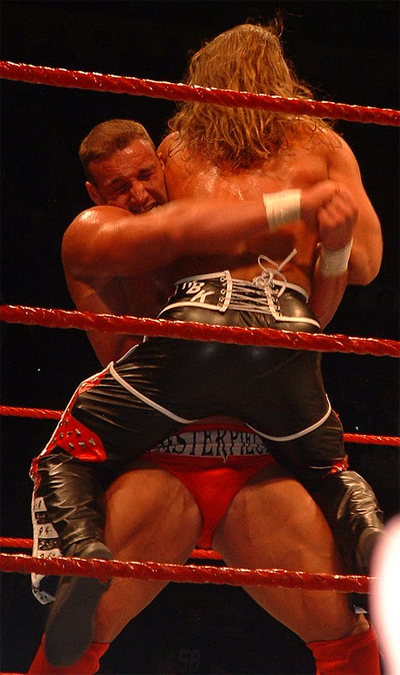
ベアハッグ
アルゼンチン・バックブリーカー
フルネルソン・スープレックス
フルネルソン・バスター
2007年から使用のフィニッシャー。マスター・ロックのフェイント技として使用すること多かったがWWE復帰後は見かけなくなった。
サモアン・ドロップ
カウンター式で仕掛け試合の流れを良く変える。
スープレックス
スーパープレックス
スパイン・バスター
スパインボム
豪快にマットへ叩きつける、たまに開脚式も使用する。
スクープ・スラム
サモアン・ドロップを使うようになってから使用頻度は少ない。
リフトアップ・スラム
主に自分より体格が小さい相手に使用。
ジャンピング・ショルダー・アタック
ロープの反動を利用して繰り出す、セカンドロープから繰り出すこともある。
リバース・アトミック・ドロップ
中継ぎ技。
逆水平チョップ
繋ぎ技。
ラリアット
ビックブーツ

## 入場曲
- Overdrive - 現在使用中
- Masterpiece

## 獲得タイトル
OVW
- OVW南部タッグ王座 : 1回

w / ブレント・オルブライト
WLW
- WLWヘビー級王座 : 1回

DDTプロレスリング
- アイアンマンヘビーメタル級王座：1回（第1137代）

他、アメリカのインディー団体を中心に各タイトルを獲得。